# Ізотопи галію
Природний галій складається із суміші двох стабільних ізотопів: галію-69 та галію-71. Відомо двадцять дев'ять радіоактивних ізотопів, усі синтетичні, з атомними масами від 60 до 89; разом із трьома ядерними ізомерами : 64mGa, 72mGa та 74mGa. Більшість ізотопів з атомними масовими числами нижче 69 розпадаються на ізотопи цинку, тоді як більшість ізотопів з масами вище 71 розпадаються на ізотопи германію. Серед них найважливішими комерційно важливими радіоізотопами є галій-67 та галій-68.
Галій-67 (період напіврозпаду 3,3 дні) — це ізотоп, що випромінює гамма-промені (гамма-промінь, що випромінюється одразу після захоплення електрона), використовується у стандартній ядерній медичній візуалізації, у процедурах, які зазвичай називають галієвим скануванням. Зазвичай його використовують як вільний іон Ga3+ . Це найдовгоживучий радіоізотоп галію.
Короткоживучий галій-68 (період напіврозпаду 68 хвилин) – це ізотоп, що випромінює позитрон, який утворюється у дуже малих кількостях з германію-68 у генераторах галію-68 або у значно більших кількостях шляхом бомбардування 68Zn протонами у низькоенергетичних медичних циклотронах для використання в невеликій кількості діагностичних ПЕТ-сканувань. Для цього використання його зазвичай приєднують як мічений атом до молекули-носія (наприклад, аналога соматостатину DOTATOC), що надає отриманому радіофармацевтичному препарату специфічності поглинання тканинами, відмінної від іонного радіоізотопу 67Ga, який зазвичай використовується у стандартних галієвих скануваннях.* 

## Список ізотопів
| Символ ізотопу | Z(p)           | N(n)           | Маса ізотопу (u) | Період напіврозпаду | Типи розпаду     | Дочірні ізотопи | Спін і парність ядра | Поширеність ізотопу в природі (мольна частка) |
| -------------- | -------------- | -------------- | ---------------- | ------------------- | ---------------- | --------------- | -------------------- | --------------------------------------------- |
| 60Ga           | 31             | 29             | 59,95750(22)#    | 72,4(17) мс         | β+ (98,4%)       | 60Zn            | (2+)                 |                                               |
| 60Ga           | 31             | 29             | 59,95750(22)#    | 72,4(17) мс         | β+, p (1,6%)     | 59Cu            | (2+)                 |                                               |
| 60Ga           | 31             | 29             | 59,95750(22)#    | 72,4(17) мс         | β+, α? (<0,023%) | 56Cu            | (2+)                 |                                               |
| 61Ga           | 31             | 30             | 60,949399(41)    | 165,9(25) мс        | β+               | 61Zn            | 3/2−                 |                                               |
| 61Ga           | 31             | 30             | 60,949399(41)    | 165,9(25) мс        | β+, p? (<0,25%)  | 60Cu            | 3/2−                 |                                               |
| 62Ga           | 31             | 31             | 61,94418964(68)  | 116,122(21) мс      | β+               | 62Zn            | 0+                   |                                               |
| 63Ga           | 31             | 32             | 62,9392942(14)   | 32,4(5) с           | β+               | 63Zn            | 3/2−                 |                                               |
| 64Ga           | 31             | 33             | 63,9368404(15)   | 2,627(12) хв        | β+               | 64Zn            | 0(+#)                |                                               |
| 64mGa          | 42,85(8) кеВ   | 42,85(8) кеВ   | 42,85(8) кеВ     | 21,9(7) мкс         | ІП               | 64Ga            | (2+)                 |                                               |
| 65Ga           | 31             | 34             | 64,93273442(85)  | 15,133(28) хв       | β+               | 65Zn            | 3/2−                 |                                               |
| 66Ga           | 31             | 35             | 65,9315898(12)   | 9,304(8) год        | β+               | 66Zn            | 0+                   |                                               |
| 67Ga           | 31             | 36             | 66,9282023(13)   | 3,2617(4) д         | ЕЗ               | 67Zn            | 3/2−                 |                                               |
| 68Ga           | 31             | 37             | 67,9279802(15)   | 67,842(16) хв       | β+               | 68Zn            | 1+                   |                                               |
| 69Ga           | 31             | 38             | 68,9255735(13)   | Стабільний          | Стабільний       | Стабільний      | 3/2−                 | 0,60108(50)                                   |
| 70Ga           | 31             | 39             | 69,9260219(13)   | 21,14(5) хв         | β− (99,59%)      | 70Ge            | 1+                   |                                               |
| 70Ga           | 31             | 39             | 69,9260219(13)   | 21,14(5) хв         | ЕЗ (0,41%)       | 70Zn            | 1+                   |                                               |
| 71Ga           | 31             | 40             | 70,92470255(87)  | Стабільний          | Стабільний       | Стабільний      | 3/2−                 | 0,39892(50)                                   |
| 72Ga           | 31             | 41             | 71,92636745(88)  | 14,025(10) год      | β−               | 72Ge            | 3−                   |                                               |
| 72mGa          | 119,66(5) кеВ  | 119,66(5) кеВ  | 119,66(5) кеВ    | 39,68(13) мс        | ІП               | 72Ga            | (0+)                 |                                               |
| 73Ga           | 31             | 42             | 72,9251747(18)   | 4,86(3) год         | β−               | 73Ge            | 1/2−                 |                                               |
| 73mGa          | 0,15(9) кеВ    | 0,15(9) кеВ    | 0,15(9) кеВ      | <200 мс             | ІП?              | 73Ga            | 3/2−                 |                                               |
| 73mGa          | 0,15(9) кеВ    | 0,15(9) кеВ    | 0,15(9) кеВ      | <200 мс             | β−               | 73Ge            | 3/2−                 |                                               |
| 74Ga           | 31             | 43             | 73,9269457(32)   | 8,12(12) хв         | β−               | 74Ge            | (3−)                 |                                               |
| 74mGa          | 59,571(14) кеВ | 59,571(14) кеВ | 59,571(14) кеВ   | 9,5(10) с           | ІП (>75%)        | 74Ga            | (0)(+#)              |                                               |
| 74mGa          | 59,571(14) кеВ | 59,571(14) кеВ | 59,571(14) кеВ   | 9,5(10) с           | β−? (<25%)       | 74Ge            | (0)(+#)              |                                               |
| 75Ga           | 31             | 44             | 74,92650448(72)  | 126(2) с            | β−               | 75Ge            | 3/2−                 |                                               |
| 76Ga           | 31             | 45             | 75,9288276(21)   | 30,6(6) с           | β−               | 76Ge            | 2−                   |                                               |
| 77Ga           | 31             | 46             | 76,9291543(26)   | 13,2(2) с           | β−               | 77mGe (88%)     | 3/2−                 |                                               |
| 77Ga           | 31             | 46             | 76,9291543(26)   | 13,2(2) с           | β−               | 77Ge (12%)      | 3/2−                 |                                               |
| 78Ga           | 31             | 47             | 77,9316109(11)   | 5,09(5) с           | β−               | 78Ge            | 2−                   |                                               |
| 78mGa          | 498,9(5) кеВ   | 498,9(5) кеВ   | 498,9(5) кеВ     | 110(3) нс           | ІП               | 78Ga            |                      |                                               |
| 79Ga           | 31             | 48             | 78,9328516(13)   | 2,848(3) с          | β− (99,911%)     | 79Ge            | 3/2−                 |                                               |
| 79Ga           | 31             | 48             | 78,9328516(13)   | 2,848(3) с          | β−, n (0,089%)   | 78Ge            | 3/2−                 |                                               |
| 80Ga           | 31             | 49             | 79,9364208(31)   | 1,9(1) с            | β− (99,14%)      | 80Ge            | 6−                   |                                               |
| 80Ga           | 31             | 49             | 79,9364208(31)   | 1,9(1) с            | β−, n (0,86%)    | 79Ge            | 6−                   |                                               |
| 80mGa          | 22,45(10) кеВ  | 22,45(10) кеВ  | 22,45(10) кеВ    | 1,3(2) с            | β−               | 80Ge            | 3−                   |                                               |
| 80mGa          | 22,45(10) кеВ  | 22,45(10) кеВ  | 22,45(10) кеВ    | 1,3(2) с            | β−, n?           | 79Ge            | 3−                   |                                               |
| 80mGa          | 22,45(10) кеВ  | 22,45(10) кеВ  | 22,45(10) кеВ    | 1,3(2) с            | ІП               | 80Ga            | 3−                   |                                               |
| 81Ga           | 31             | 50             | 80,9381338(35)   | 1,217(5) с          | β− (87,5%)       | 81mGe           | 5/2−                 |                                               |
| 81Ga           | 31             | 50             | 80,9381338(35)   | 1,217(5) с          | β−, n (12,5%)    | 80Ge            | 5/2−                 |                                               |
| 82Ga           | 31             | 51             | 81,9431765(26)   | 600(2) мс           | β− (78,8%)       | 82Ge            | 2−                   |                                               |
| 82Ga           | 31             | 51             | 81,9431765(26)   | 600(2) мс           | β−, n (21,2%)    | 81Ge            | 2−                   |                                               |
| 82Ga           | 31             | 51             | 81,9431765(26)   | 600(2) мс           | β−, 2n?          | 80Ge            | 2−                   |                                               |
| 82mGa          | 140,7(3) кеВ   | 140,7(3) кеВ   | 140,7(3) кеВ     | 93,5(67) нс         | ІП               | 82Ga            | (4−)                 |                                               |
| 83Ga           | 31             | 52             | 82,9471203(28)   | 310,0(7) мс         | β−, n (85%)      | 82Ge            | 5/2−#                |                                               |
| 83Ga           | 31             | 52             | 82,9471203(28)   | 310,0(7) мс         | β− (15%)         | 83Ge            | 5/2−#                |                                               |
| 83Ga           | 31             | 52             | 82,9471203(28)   | 310,0(7) мс         | β−, 2n?          | 81Ge            | 5/2−#                |                                               |
| 84Ga           | 31             | 53             | 83,952663(32)    | 97,6(12) мс         | β− (55%)         | 84Ge            | 0−#                  |                                               |
| 84Ga           | 31             | 53             | 83,952663(32)    | 97,6(12) мс         | β−, n (43%)      | 83Ge            | 0−#                  |                                               |
| 84Ga           | 31             | 53             | 83,952663(32)    | 97,6(12) мс         | β−, 2n (1,6%)    | 82Ge            | 0−#                  |                                               |
| 85Ga           | 31             | 54             | 84,957333(40)    | 95,3(10) мс         | β−, n (77%)      | 84Ge            | (5/2−)               |                                               |
| 85Ga           | 31             | 54             | 84,957333(40)    | 95,3(10) мс         | β− (22%)         | 85Ge            | (5/2−)               |                                               |
| 85Ga           | 31             | 54             | 84,957333(40)    | 95,3(10) мс         | β−, 2n (1,3%)    | 83Ge            | (5/2−)               |                                               |
| 86Ga           | 31             | 55             | 85,96376(43)#    | 49(2) мс            | β−, n (69%)      | 85Ge            |                      |                                               |
| 86Ga           | 31             | 55             | 85,96376(43)#    | 49(2) мс            | β−, 2n (16,2%)   | 84Ge            |                      |                                               |
| 86Ga           | 31             | 55             | 85,96376(43)#    | 49(2) мс            | β− (15%)         | 86Ge            |                      |                                               |
| 87Ga           | 31             | 56             | 86,96901(54)#    | 29(4) мс            | β−, n (81%)      | 86Ge            | 5/2−#                |                                               |
| 87Ga           | 31             | 56             | 86,96901(54)#    | 29(4) мс            | β−, 2n (10,2%)   | 85Ge            | 5/2−#                |                                               |
| 87Ga           | 31             | 56             | 86,96901(54)#    | 29(4) мс            | β− (9%)          | 87Ge            | 5/2−#                |                                               |
| 88Ga           | 31             | 57             | 87,97596(54)#    |                     | β−?              | 88Ge            |                      |                                               |
| 88Ga           | 31             | 57             | 87,97596(54)#    | β−, n?              | 87Ge             |                 |                      |                                               |
| 89Ga           | 31             | 58             |                  |                     |                  |                 |                      |                                               |

1. ↑  ( ) — Похибка (1σ) наводиться в стислій формі в круглих дужках після відповідних останніх цифр.
2. ↑    1.  — Атомна маса, позначена #: значення та невизначеність, отримані не з чисто експериментальних даних, а принаймні частково з тенденцій поверхні мас.
3. ↑    1.  — Значення, позначені #, отримані не виключно з експериментальних даних, але принаймні частково з трендів сусідніх нуклідів.
4. ↑  Скорочення:
ЕЗ: електронне захоплення
ІП: ізомерний перехід
5. ↑  Жирним для стабільних ізотопів
6. ↑    1.  — Значення, позначені #, отримані не виключно з експериментальних даних, але принаймні частково з трендів сусідніх нуклідів.
7. ↑  Спіни зі слабким оцінковим обґрунтуванням взяті в дужки.
8. ↑  Гамма-випромінювання використовується для медичної візуалізації
9. ↑  Радіоізотоп(інші мови), що використовується в медицині
10. ↑  Порядок основного стану та ізомеру невизначений.

## Галій-67
Галій-67 (67Ga) має період напіврозпаду 3,26 дня та розпадається шляхом захоплення електронів з наступним гамма-випромінюванням до стабільного цинку-67. Це радіофармацевтичний препарат, який використовується при скануванні з галієм (як варіант, може використовуватися короткоживучий галій-68). Цей ізотоп, що випромінює гамма-випромінювання, формує зображення за допомогою гамма-камери.

## Галій-68
Галій-68 (68Ga) — випромінювач позитронів з періодом напіврозпаду 68 хвилин, що розпадається на стабільний цинк-68. Це радіофармацевтичний препарат, що утворюється in сitu шляхом захоплення електронів германієм-68 (період напіврозпаду 271 день) через його короткий період напіврозпаду. Цей ізотоп, що випромінює позитрон, можна ефективно візуалізувати за допомогою ПЕТ-сканування (див. галієве сканування); як альтернатива, можна використовувати довгоживучий галій-67. Галій-68 використовується лише як позитронно-випромінювальна мітка для ліганда, який зв'язується з певними тканинами, такими як DOTATOC та DOTATATE , які є аналогами соматостатину, корисними для візуалізації нейроендокринних пухлин. Сканування з галієм-68 DOTA все частіше замінює сканування з октреотидом (тип сканування з індієм-111, що використовує октреотид як ліганд рецептора соматостатину). 68Ga й 68Ga зв'язується з хімічною речовиною, такою як DOTATOC, і позитрони, які він випромінює, візуалізуються за допомогою ПЕТ-КТ-сканування. Таке сканування корисне для виявлення нейроендокринних пухлин та раку підшлункової залози. Таким чином, сканування октреотидом для виявлення нейроендокринних пухлин все частіше замінюється скануванням DOTATOC з галієм-68.